# Littletown (Arizona)
Littletown – jednostka osadnicza w Stanach Zjednoczonych, w stanie Arizona, w hrabstwie Pima.